# Allemande
Allemande [almãd] to  taniec dworski, pochodzenia niemieckiego, popularny od XVI wieku w Anglii, Francji i Niderlandach. Charakteryzuje się parzystym metrum oraz wolnym tempem. Od XVII wieku uległ stylizacji i wszedł w skład barokowej suity, najbardziej spopularyzowany przez Johanna Sebastiana Bacha. W tradycyjnej suicie Allemande zajmowało pierwsze miejsce – przed Courante, Sarabande i Gigue.

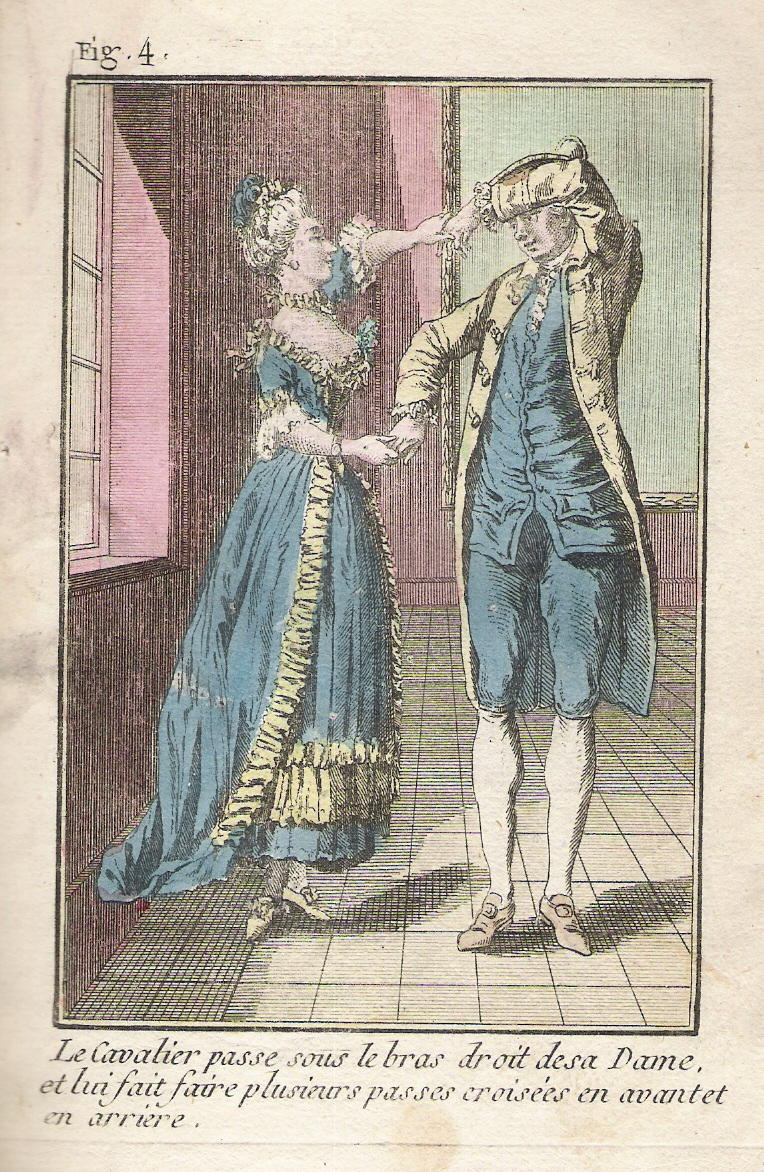
Allemande

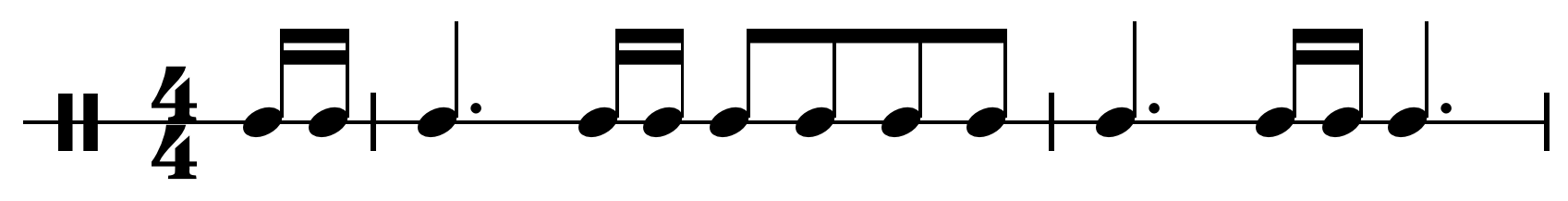
Rytm allemande.